# Collegio elettorale di Foggia - Lucera
Il collegio di Foggia - Lucera fu un collegio elettorale uninominale della Repubblica Italiana per l'elezione della Camera dei deputati. Apparteneva alla circoscrizione Puglia e fu utilizzato per eleggere un deputato nella XII, XIII e XIV legislatura.
Venne istituito nel 1993 con la cosiddetta Legge Mattarella (Legge n. 277, Nuove norme per l'elezione della Camera dei deputati), attuata in seguito al referendum abrogativo del 1993. La legge istituì per la Camera dei deputati e per il Senato della Repubblica un sistema di elezione misto, in parte maggioritario e in parte proporzionale. Il 75% dei parlamentari dell'assemblea veniva eletto in collegi uninominali tramite sistema maggioritario a turno unico; il restante 25% alla Camera veniva eletto tramite sistema proporzionale con liste bloccate.
Il collegio venne abolito insieme a tutti gli altri che costituivano la Camera con la promulgazione della legge elettorale successiva, la cosiddetta Legge Calderoli. Questa prevedeva un sistema proporzionale con premio di maggioranza, che alla Camera veniva attribuito a livello nazionale.

## Territorio
Il collegio di Foggia - Lucera era uno dei 34 collegi uninominali in cui era suddivisa la Puglia e, come previsto dal D.Lgs. del 20 dicembre 1993 n. 536, era interamente compreso nella provincia di Foggia e comprendeva i seguenti comuni: Alberona, Biccari, Bovino, Carlantino, Casalnuovo Monterotaro, Casalvecchio di Puglia, Castelluccio Valmaggiore, Castelnuovo della Daunia, Celenza Valfortore, Celle di San Vito, Faeto, parte del comune di Foggia (in particolare il quartiere Rione dei Preti), Lucera, Motta Montecorvino, Orsara di Puglia, Panni, Pietramontecorvino, Roseto Valfortore, San Marco la Catola, Troia, Volturara Appula e Volturino.

## Eletti
| Elezione | Elezione | Deputato                                | Partito                    |
| -------- | -------- | --------------------------------------- | -------------------------- |
|          | 1994     | Vincenzo Arturo Vittorio Maria Bizzarri | Polo del Buon Governo (AN) |
|          | 1996     | Michele Ricci                           | L'Ulivo                    |
|          | 2001     | Lello Di Gioia                          | L'Ulivo (SDI)              |

## Dati elettorali

### XII legislatura

#### Risultati proporzionale
| Coalizioni        | Coalizioni                | Liste                                 | Liste                              | Voti   | %     |
| ----------------- | ------------------------- | ------------------------------------- | ---------------------------------- | ------ | ----- |
|                   | Progressisti              |                                       | Partito Democratico della Sinistra | 13.337 | 21,15 |
|                   | Progressisti              | Rifondazione Comunista                | 4.374                              | 6,94   |       |
|                   | Progressisti              | Partito Socialista Italiano           | 2.482                              | 3,94   |       |
|                   | Progressisti              | Federazione dei Verdi                 | 1.481                              | 2,35   |       |
|                   | Progressisti              | Movimento per la Democrazia - La Rete | 1.076                              | 1,71   |       |
|                   | Progressisti              | Alleanza Democratica                  | 561                                | 0,89   |       |
| Totale coalizione | Totale coalizione         | 23.311                                | 36,98                              |        |       |
|                   | Polo del Buon Governo     |                                       | Alleanza Nazionale                 | 16.695 | 26,48 |
|                   | Patto per l'Italia        |                                       | Partito Popolare Italiano          | 10.892 | 17,27 |
|                   | Patto per l'Italia        | Patto Segni                           | 3.607                              | 5,72   |       |
| Totale coalizione | Totale coalizione         | 14.499                                | 22,99                              |        |       |
|                   | Programma Italia          | Programma Italia                      | Programma Italia                   | 2.612  | 4,14  |
|                   | Lista Pannella            | Lista Pannella                        | Lista Pannella                     | 2.552  | 4,05  |
|                   | Socialdemocrazia          | Socialdemocrazia                      | Socialdemocrazia                   | 1.364  | 2,16  |
|                   | Alleanza Popolare         | Alleanza Popolare                     | Alleanza Popolare                  | 1.081  | 1,71  |
|                   | Lega d'Azione Meridionale | Lega d'Azione Meridionale             | Lega d'Azione Meridionale          | 271    | 0,43  |
|                   | Solidarietà e Progresso   | Solidarietà e Progresso               | Solidarietà e Progresso            | 180    | 0,29  |
|                   | Unione Popolare           | Unione Popolare                       | Unione Popolare                    | 120    | 0,19  |
|                   | Democrazia e Solidarietà  | Democrazia e Solidarietà              | Democrazia e Solidarietà           | 118    | 0,19  |
|                   | Utopia                    | Utopia                                | Utopia                             | 96     | 0,15  |
|                   | Alleanza di Programma     | Alleanza di Programma                 | Alleanza di Programma              | 91     | 0,14  |
|                   | Rinascita Salentina       | Rinascita Salentina                   | Rinascita Salentina                | 63     | 0,10  |
| Totale            | Totale                    | Totale                                | Totale                             | 63.053 |       |

#### Risultati uninominale
|                               | Vincenzo Bizzarri ✔️ Eletto    | Polo del Buon Governo (FI - AN - CCD - UDC - PLD) | 23 680 | 36,79 |  |  |  |  |  |
|                               | Giuseppe Pio Maria Pica        | Progressisti                                      | 18 704 | 29,06 |  |  |  |  |  |
|                               | Costantino Dell'Osso           | Progetto Democratico                              | 11 134 | 17,30 |  |  |  |  |  |
|                               | Luigi Mario Antonio Giangrossi | Patto per l'Italia                                | 7 309  | 11,36 |  |  |  |  |  |
|                               | Giulio Scapato                 | Socialdemocrazia per le Libertà                   | 1 917  | 2,98  |  |  |  |  |  |
|                               | Elvira De Marco                | Alleanza Popolare                                 | 1 623  | 2,52  |  |  |  |  |  |
| Totale                        | Totale                         | Totale                                            | 64 367 | 100   |  |  |  |  |  |
|                               |                                |                                                   |        |       |  |  |  |  |  |
| Fonte: Ministero dell'interno |                                |                                                   |        |       |  |  |  |  |  |

### XIII legislatura

#### Risultati proporzionale
| Coalizioni        | Coalizioni                         | Liste                                     | Liste                              | Voti   | %     |
| ----------------- | ---------------------------------- | ----------------------------------------- | ---------------------------------- | ------ | ----- |
|                   | Polo per le Libertà                |                                           | Forza Italia                       | 14.138 | 23,11 |
|                   | Polo per le Libertà                | Alleanza Nazionale                        | 11.138                             | 18,20  |       |
|                   | Polo per le Libertà                | CCD-CDU                                   | 5.436                              | 8,89   |       |
| Totale coalizione | Totale coalizione                  | 30.712                                    | 50,20                              |        |       |
|                   | L'Ulivo                            |                                           | Partito Democratico della Sinistra | 14.537 | 23,76 |
|                   | L'Ulivo                            | Popolari per Prodi (PPI-SVP-PRI-UD-Prodi) | 3.799                              | 6,21   |       |
|                   | L'Ulivo                            | Rinnovamento Italiano                     | 1.873                              | 3,06   |       |
|                   | L'Ulivo                            | Federazione dei Verdi                     | 852                                | 1,39   |       |
| Totale coalizione | Totale coalizione                  | 21.061                                    | 34,42                              |        |       |
|                   | Progressisti                       |                                           | Rifondazione Comunista             | 4.675  | 7,64  |
|                   | Movimento Sociale Fiamma Tricolore | Movimento Sociale Fiamma Tricolore        | Movimento Sociale Fiamma Tricolore | 1.377  | 2,25  |
|                   | Partito Socialista                 | Partito Socialista                        | Partito Socialista                 | 1.302  | 2,13  |
|                   | Lista Pannella - Sgarbi            | Lista Pannella - Sgarbi                   | Lista Pannella - Sgarbi            | 923    | 1,51  |
|                   | Gruppo Indipendente Libertà        | Gruppo Indipendente Libertà               | Gruppo Indipendente Libertà        | 531    | 0,87  |
|                   | Ambientalisti                      | Ambientalisti                             | Ambientalisti                      | 227    | 0,37  |
|                   | Mani Pulite                        | Mani Pulite                               | Mani Pulite                        | 211    | 0,34  |
|                   | Lega d'Azione Meridionale          | Lega d'Azione Meridionale                 | Lega d'Azione Meridionale          | 162    | 0,26  |
| Totale            | Totale                             | Totale                                    | Totale                             | 61.181 |       |

#### Risultati uninominale
|                               | Michele Ricci ✔️ Eletto | L'Ulivo             | 29 323 | 48,27 |  |  |  |  |  |
|                               | Vincenzo Bizzarri       | Polo per le Libertà | 27 665 | 45,54 |  |  |  |  |  |
|                               | Giovanni Lucio De Capua | Fiamma Tricolore    | 3 756  | 6,18  |  |  |  |  |  |
| Totale                        | Totale                  | Totale              | 60 744 | 100   |  |  |  |  |  |
|                               |                         |                     |        |       |  |  |  |  |  |
| Fonte: Ministero dell'interno |                         |                     |        |       |  |  |  |  |  |

### XIV legislatura

#### Risultati proporzionale
| Coalizioni        | Coalizioni                | Liste                     | Liste                                 | Voti   | %     |
| ----------------- | ------------------------- | ------------------------- | ------------------------------------- | ------ | ----- |
|                   | Casa delle Libertà        |                           | Forza Italia                          | 17.961 | 28,87 |
|                   | Casa delle Libertà        | Alleanza Nazionale        | 9.143                                 | 14,70  |       |
|                   | Casa delle Libertà        | CCD-CDU                   | 1.692                                 | 2,72   |       |
|                   | Casa delle Libertà        | Nuovo PSI                 | 871                                   | 1,40   |       |
| Totale coalizione | Totale coalizione         | 29.667                    | 47,69                                 |        |       |
|                   | L'Ulivo                   |                           | La Margherita (Dem - PPI - RI- UDEUR) | 8.744  | 14,06 |
|                   | L'Ulivo                   | Democratici di Sinistra   | 8.494                                 | 13,65  |       |
|                   | L'Ulivo                   | Il Girasole (FdV - SDI)   | 2.447                                 | 3,93   |       |
|                   | L'Ulivo                   | Comunisti Italiani        | 760                                   | 1,22   |       |
| Totale coalizione | Totale coalizione         | 20.445                    | 32,86                                 |        |       |
|                   | Lista Di Pietro           | Lista Di Pietro           | Lista Di Pietro                       | 3.901  | 6,27  |
|                   | Democrazia Europea        | Democrazia Europea        | Democrazia Europea                    | 3.249  | 5,22  |
|                   | Rifondazione Comunista    | Rifondazione Comunista    | Rifondazione Comunista                | 2.911  | 4,68  |
|                   | Fiamma Tricolore          | Fiamma Tricolore          | Fiamma Tricolore                      | 1.055  | 1,70  |
|                   | Lista Pannella - Bonino   | Lista Pannella - Bonino   | Lista Pannella - Bonino               | 741    | 1,19  |
|                   | Lega d'Azione Meridionale | Lega d'Azione Meridionale | Lega d'Azione Meridionale             | 128    | 0,21  |
|                   | Paese Nuovo               | Paese Nuovo               | Paese Nuovo                           | 68     | 0,11  |
|                   | Abolizione scorporo       | Abolizione scorporo       | Abolizione scorporo                   | 42     | 0,07  |
| Totale            | Totale                    | Totale                    | Totale                                | 62.207 |       |

#### Risultati uninominale
|                               | Lello Di Gioia ✔️ Eletto | L'Ulivo            | 25 938 | 41,19 |  |  |  |  |  |
|                               | Federico Iuppa           | Casa delle Libertà | 25 381 | 40,31 |  |  |  |  |  |
|                               | Raffaele Di Ianni        | Democrazia Europea | 7 243  | 11,50 |  |  |  |  |  |
|                               | Francesco Caporicci      | Lista Di Pietro    | 2 999  | 4,76  |  |  |  |  |  |
|                               | Pasquale Romolo Ricci    | Fiamma Tricolore   | 1 407  | 2,23  |  |  |  |  |  |
| Totale                        | Totale                   | Totale             | 62 968 | 100   |  |  |  |  |  |
|                               |                          |                    |        |       |  |  |  |  |  |
| Fonte: Ministero dell'interno |                          |                    |        |       |  |  |  |  |  |